# Андрићев институт
Андрићев институт је отворен 28. јуна 2013. године у Андрићграду. Институт дјелује као елитни институт друштвених наука, умјетности и књижевности.
Андрићев институт дјелује у оквиру буџета Републике Српске и Србије, сходно закључцима двије владе.
Директор Андрићевог института је познати редитељ Емир Кустурица, а чланови Управног одбора су Олег Ајрапетов, Светозар Рајак, Мирослав Перишић, Перо Симић и Иван Обрадовић.
Овдје се налази Библиотека „Иво Андрић“ Андрићев институт.

## Одјељења
У оквиру института налазе се следећа одјељења:
- Одјељење за историју
- Одјељење за књижевност
- Одјељење за оријенталистику
- Одјељење за филм
- Одјељење за медије

## Регистрација
Андрићев институт је регистрован у Окружном привредном суду у Источном Сарајеву 20. јуна 2013. године.

## Историјске свеске
Међународни научни одбор Одјељења за историју Андрићевог института формиран је 1. децембра 2014. године, када је и дефинисан програм обиљежавања 100 година од почетка Првог свјетског рата.
Научни одбор је дефинисао теме и садржаје сљедећих бројева Историјских свесака, које ће излазити сваког мјесеца, те донио одлуку о оснивању међународног научног историјског часописа.
Сви бројеви Историјских свесака налазе се у електронској форми на сајту Андрићевог института.
У оквиру Одјељења за медије формиране су Електронске новине Андрићевог института под називом ИСКРА.

## Библиотека
Библиотека Андрићевог института носи име „Иво Андрић“ и основана је 2013. године. Намјењена је студентима и професорима Интернационалне академије умјетности, научним радницима, и истраживачима из области историје, књижевности и филма. Библиотеке броји преко 8000 јединица грађе, а у њој се налази литература на српском, енеглеском, италијанском, њемачком, шпанском, јапанаском, кинеском и другим језицима. Највише су заступљене монографије и периодика из књижевности, историје, умјетности и психологије. Библиотека посједује читаоницу са 15 читалачких мјеста, а корисницима је на располагању и пет рачунара са приступом интернету.

## Награда
Институт додјељује награду за најбољи роман и за укупно књижевно стваралаштво. Први добитници почетком 2016. године били су Владимир Кецмановић за роман „Осама“ и Матија Бећковић за укупно књижевно стваралаштво и књигу „Три поеме“. Добитници 2017. године били су Душан Ковачевић за укупно књижевно стваралаштво и за драмско дело „Хипноза једне љубави”, и Захар Прилепин за роман „Обитељ” и књигу приповедака „Седам живота”. Добитници 2018. године били су Бора Ђорђевић за књигу песама „Пусто острво”, и кинески писац Ју Хуа за животно дело. Добитници 2019. године били су Рајко Петров Ного за дело „Сонет и смрт” и Горан Петровић за животно дело. Добитници 2020. године били су Драгослав Михаиловић за животно дело и руска књижевница Гузељ Јахина за роман „Деца Волге”. После тога 2021. добитници су били Милован Данојлић за животно дело и Петер Хандке за роман „Други мач”. Потом су добитници 2022. били руски књижевник Јевгениј Водолазкин за роман „Бризбејн” и песник Мирослав Максимовић за животно дело.